# アルファ化米

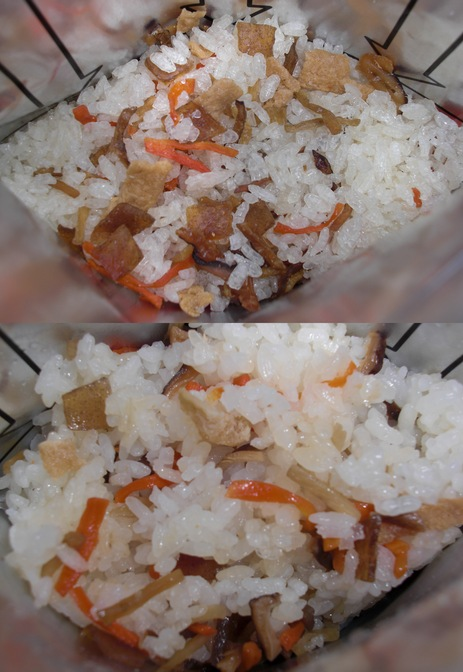
アルファ化米の製品写真、炊込みおこわ。上は開封直後の乾燥状態、下は注水後の復元状態。

アルファ化米（アルファかまい）とは、炊飯または蒸煮（）などの加水加熱によって米の澱粉をアルファ化（糊化）させたのち、乾燥処理によってその糊化の状態を固定させた乾燥米飯のことである。加水加熱により糊化した米澱粉は、放熱とともに徐々に再ベータ化（老化）し食味が劣化するが、アルファ化米はこの老化が起こる前に何らかの方法で乾燥処理を施した米飯である。アルファ化米は熱湯や冷水を注入することで飯へ復元し可食の状態となり、アルファ米とも呼ばれる。
形質的に近似なものとして、古くは糒（）、乾飯（）、餉（）と呼ばれるものがあり、携行食、陣中食、保存食、非常食として利用されたが、こちらは現代のアルファ化米に比べて天日干しなどの方法により緩やかに乾燥されているので、乾燥後の糊化度については現代のそれとの差がある可能性はある。本稿では双方に言及する。

## 概要
米成分の大部分は、炭水化物（デンプン）である。これは数十から数千個のブドウ糖分子が長くクサリ状に連なってできたアミロース (Amylose) と、他アミロースの分子が枝状に分かれてできた、ブドウ糖の数が数百から数万個もある分枝状分子のアミロペクチン (Amylopectin) とが固く結合してなる。このような状態をベータ (β) 化デンプンという。ベータ化デンプンの分枝状分子結合は極めて強いため、常温では水が入り込むことができず、そのまま食べても消化することが難しい。生米・冷や飯（無加熱のレトルト米飯）の食味や消化が悪いのはこのためである。
生米に水を加えて加熱処理を行うことで、アミロースとアミロペクチンの順分枝状分子結合を崩し、加水分解が容易に行われ消化しやすい状態とすることができる。このような状態がアルファ化デンプンである。この状態を急速乾燥によって固定したものがアルファ化米であり、アルファ化デンプン米とも呼ばれるが、油揚げ、圧力焙煎によるパフ化、真空凍結（フリーズドライ）、高温乾燥など、乾燥方法によって、戻したときの食味や食感など特徴がそれぞれ異なる。
加水による復元として近似した製品には、インスタント麺がある。これらも揚げや乾燥によるアルファ化（糊化）澱粉麺ということができ、名称としては揚げ麺と乾麺は区別される傾向がある。それに対しアルファ化米（糊化米）では、麺製品のような製法による呼び分け、区別はされていない。加水加熱した米飯を乾燥したものが総じてアルファ化米と称される。
日本国内で市販・利用・備蓄されているアルファ化米の多くは、アルミ蒸着またはアルミ箔ラミネートフィルムによる個別包装や缶詰包装などが施され、常温で長期保存でき注水するだけで実食可能な製品として販売されている。

## 歴史

### 糒（ほしい）
炊いた飯を水で軽くさらし天日で乾燥させた食品で、古くは炊き過ぎた米を保存するためにも利用された。また、米以外にも粟や黍の糒も存在していた。
例えば『伊勢物語』の「東下り」の段で在原業平が枯飯（かれいひ）の上に涙をこぼしてふやけてしまうという場面は良く知られている。鎌倉時代から「糒」の漢字が使われるようになったが、それ以前には「干し飯」（）とも呼ばれていた。
そのまま水といっしょに食べたり、あるいは水を加えて炒めたり、茹でて戻したり、粉末にしてあられや落雁などの菓子の材料にも用いられた。和菓子材料の道明寺粉も餅米の糒である。また仙台糒のように地域の特産品として作られたりもしていた。
糒は、保存性がよく軽量で運びやすいこともあって、大人数の食糧をまかなう上で広く利用された。軍防令においては、兵士に対して1人あたり糒6斗と塩2升の携帯を義務付けている。保存性においては、倉庫令では稲・穀・粟の保存期間を9年、その他雑穀を2年と規定しているのに対して、糒は20年とされている。この20年間という保存期間が伊勢神宮の式年遷宮の根拠になったという説もある。
現存する『正税帳』には糒の項目が記載されている。さらに蝦夷征討に関連して780年に坂東諸国と能登・越中・越後の各国に対して糒3万斛の調達を命じている。この他にも『延喜式』には、新嘗祭の供御料や最勝王経斎会の供養料として大膳職で作られた糯糒・粟糒が支出される規定がある。

### 第二次大戦中のアルファ化米開発
第二次世界大戦当時の日本軍が、1944年に「火力を利用せず、炊飯を行わずに食べられるご飯」の開発を大阪大学産業科学研究所の二国二郎と尾西食品に依頼し、アルファ化米が開発された。1945年の終戦までに尾西食品は6200トン（7000万食分）を納め、尾西食品の類似商品である「もちの素」まで含めると2万7300トン（約3億食分）が軍に提供された。

### 民間転用
終戦後には民間向けとしても用途を広げ、学校給食やキャンプ・登山時の携行食などに利用された。

### 1990年代
1995年の阪神・淡路大震災までは乾パンが日本式備蓄食の代名詞であったが、震災直後から「日本人の米への要求（ニーズ）」が非常に高く、食への不満が多く寄せられていた。その際、主にアウトドア用品として販売されていたアルファ化米が被災地に届けられ好評を博し、新たな備蓄食の定番となった。今では、全国自治体・上場企業だけでなく、一般的な家庭にまで備蓄されている。

### 2000年代
2005年にJAXAの宇宙日本食プロジェクトに参画し、2007年6月に宇宙食として認証された。

### 2010年代
2011年の東北地方太平洋沖地震後、2013年4月から施行された東京都帰宅困難者対策条例に伴い、主食であるアルファ化米の流通量・備蓄量が飛躍的に伸びた。大手企業もアルファ化米をさらに多く備蓄したが、今後は賞味期限到来時の消費方法について問題が控えている。各企業でも、賞味期限到来前に「フードバンクへの寄付」や「海外出張の社員に配布」などの一定した消費・消化方法が模索された。

## 非常食や保存食として

### 利便性
自然災害が発生すると、その程度によりライフラインのうち、電気、都市ガス、水道が一時的に若しくは中長期的に利用できなくなる可能性がある。そのため、被災後は日常の食事や衛生的な食器を利用した食事を口にする事が困難となる場合を想定する必要がある。
山岳用途としては、衛生面・環境面に優れた食料としての活躍が期待できる。
通常、生米を炊飯して米飯を得る調理方法ではコッヘル等の洗浄が必要となり環境への負荷が懸念されている。一方、アルミ蒸着や箔のフィルムによって包装されたアルファ化米は、容器に熱湯また冷水を注ぐだけで米飯が実食可能であり、食後は廃棄物の量が削減できる。

### 調理方法
フィルム包装された製品は、カップ麺と同じく注水線まで水分を注ぐだけで出来上がる。食器を想定していない缶詰製品などは、鍋など調理器具が必要なものもある。調理は熱湯で10から20分程度、水で40から60分程度の時間を要する。